# 칼 9세
칼 9세(Carl IX, 1550년 10월 4일 ~ 1611년 10월 30일)는 스웨덴의 섭정(1599년 ~ 1604년)이자 국왕(1604년 3월 22일 ~ 1611년 10월 30일)이다. 왕보다 쇠데르만란드 공작으로 있었던 기간이 훨씬 길고, 공작 시절에 내전 등 활동이 활발했기 때문에 칼 공작(스웨덴어: Hertig Karl 헤르티그 칼[*])이라고도 한다.

## 생애
구스타브 1세 바사의 셋째 아들로 1568년 그의 다른 형을 왕자리에 요한 3세로 앉히려는 이복형 에리크 14세에 대항하는 반란의 지도자들 가운데 하나였다. 칼은 곧 그의 형과 함께 자신의 공작 권위를 단언과 분규하였고, 스웨덴에서 루터교와 가톨릭의 화해시키려는 국왕의 노력에 저항을 이끌기도 하였다. 그는 국왕의 새로운 기도식문을 거절하고, 그의 공작 권위에서 박해당한 루터교도들에게 보호시설을 승인하였다.
1587년 칼과 에리크는 재결합하였는데, 요한 3세의 아들 시기스문드(후에 폴란드의 지그문트 3세 바사)를 폴란드의 왕좌 후보로 오르게 한 귀족들의 국가의회를 반대하였다.
1591년 가톨릭을 믿는 시기스문드는 스웨덴의 왕조에도 오른 후에, 칼은 루터교를 국가의 국교로 정하도록 요구하는 웁살라 집회(Converntion of Uppsala)를 불렀다. 왕실의 결석자들에 의한 폐지법에 위협을 느낌 귀족들을 이용하면서, 시기스문드에게 웁살라 집회를 받아들이도록 하였고 귀족의회와 함께 결합에 섭정으로서 인정을 받았다. 국왕이 이 동의서에 포기하자, 칼이 하급 계급들의 후원을 얻어 귀족들과 국왕군에 대항하는 내란이 일어나고 말았다. 1598년 스통게브로(Stångebro)에서 패한 시기스문드는 이듬해 왕좌에서 물러나고 칼이 사실상 통치자가 된다.

### 국왕 즉위
1604년 왕좌에 즉위하였으나, 3년 후에 왕관을 물려받았다. 칼 9세의 시기스문드 축출은 폴란드와 적대관계를 이끌었으나, 1605년까지 정식 전쟁이 시작되지 않았다. 키르크홀름(Kirkholm)에서 스웨덴군은 패배를 하였으며, 칼 9세는 덴마크를 상대로 칼마르 전쟁을 일으켰다.
그의 귀족적 저항을 진압한 후, 하급 계급들의 정치적 후원을 기대하였다. 우수한 행정관인 칼 9세는 철강 산업의 발달과 외국인 기술자들을 소개하면서 국가 경제 발전에 공헌하였다.
1611년 10월 30일 뉘셰핑(Nyköping)에서 사망하였다.

## 같이 보기
- 스웨덴의 역사
- 키르홀름 전투